# Observatoire des sciences et des techniques
Pour les articles homonymes, voir OST.
L'Observatoire des sciences et des techniques (OST) est un groupement d'intérêt public français qui établit des indicateurs et des analyses relatifs à la recherche et à l'innovation, pour éclairer les politiques publiques et les analyses stratégiques dans ce domaine.
L'OST produit en particulier des analyses quantitatives de la production scientifique française, en utilisant des bases de données bibliométriques.

## Historique
L'observatoire a été créé par l'arrêté du 28 mars 1990.
Depuis 2005, l'OST est chargé de fournir les indicateurs de la mission interministérielle pour la recherche et l’enseignement supérieur (MIRES), qui permettent un suivi des différents programmes gouvernementaux dans ce domaine (production scientifique, participation à la construction de l'espace européen de la recherche).
En 2014, l'OST est intégré au Haut Conseil de l'évaluation de la recherche et de l'enseignement supérieur (HCERES). Ses missions évoluent et se centrent sur "la réalisation d’analyses stratégiques et d’études à façon; des travaux en l’appui à l’évaluation (de l'HCERES) ; des projets de recherche appliquée et de développement qui lui permettent d’améliorer en permanence ses méthodes et ses outils.".

## Publications de l'OST
Pour assurer ses missions, l'OST s'appuie sur des bases de données construites et enrichies au fil du temps qui permettent des comparaisons internationales
.
Il publie entre 1992 et 2010, tous les deux ans un rapport qui est devenu "un ouvrage de référence utilisé par les spécialistes depuis près de 20 ans : Science et technologie indicateurs : rapport de l'Observatoire des sciences et des techniques (1992-2002), qui devient : Indicateurs de sciences et de technologies : rapport de l'observatoire des sciences et des techniques (2004-2010). En janvier 2011, l'OST publiait la 10e édition de son rapport biennal sur les indicateurs de sciences et de technologies.
En dehors de ce rapport biannuel, l'OST publiait des indicateurs pour le suivi des performances et l’analyse stratégique des politiques publiques, des études institutionnelles, régionales, sur différentes thèmes ou secteurs de la recherche de dossiers et des fiches sur différents systèmes de R&D à l’étranger (Chine, Inde, Russie, Mexique...). Il assurait un accompagnement et du conseil sur l'usage des indicateurs et menait des projets coopératifs pour l’analyse des politiques de recherche travaux de recherche sur les outils quantitatifs d’aide à la décision.